# Grandangolo

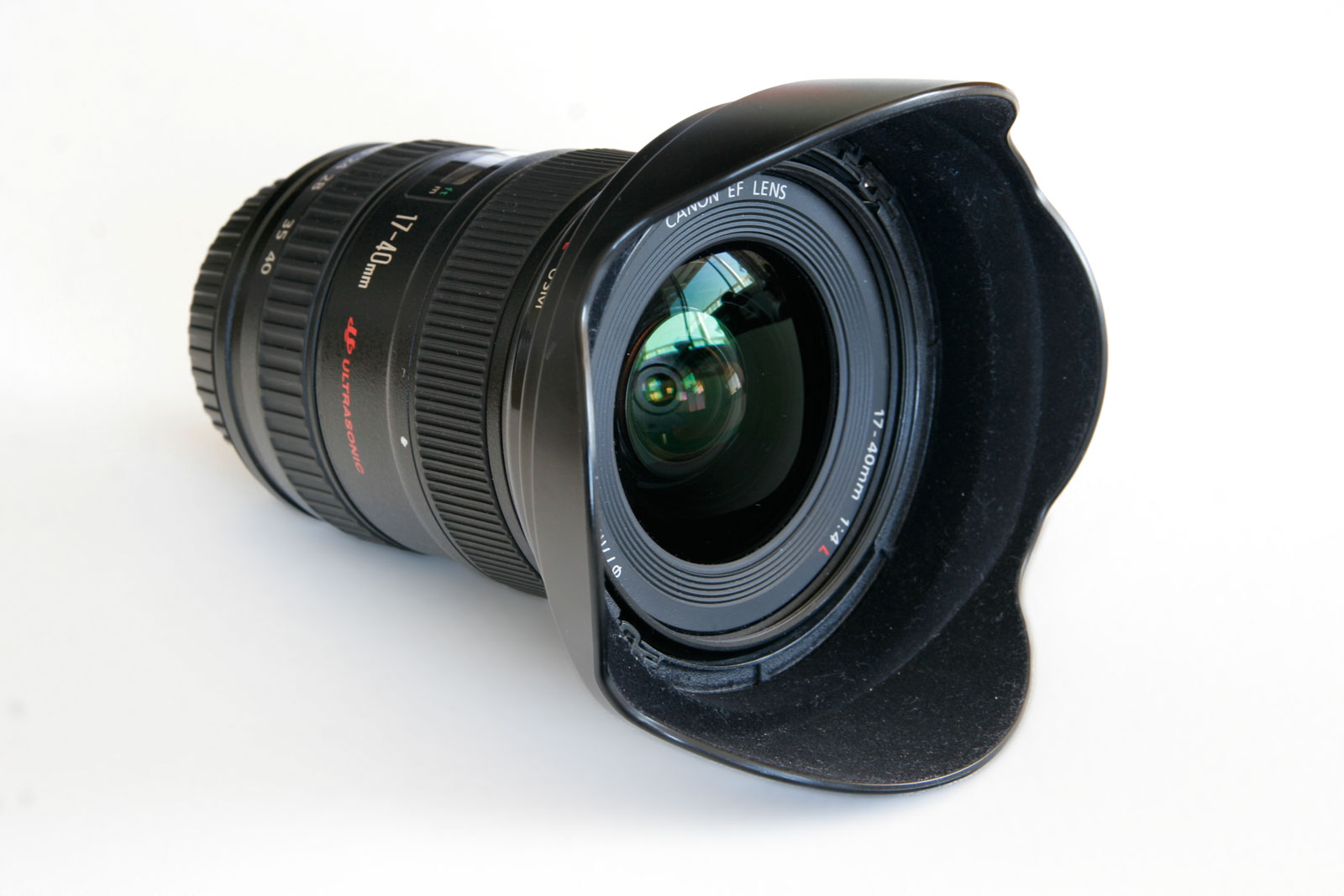
Un obiettivo grandangolare Canon, 17- f/4.

Un grandangolo, o grandangolare, è un obiettivo fotografico o cinematografico, caratterizzato da un grande angolo di campo ripreso sul fotogramma, più ampio rispetto a quello ripreso da un obiettivo normale, e di conseguenza molto più ampio rispetto a quello ripreso da un teleobiettivo.

## Caratteristiche principali
La caratteristica principale delle ottiche grandangolari, è quella di avere una lunghezza focale sostanzialmente inferiore (almeno del 20%) alla diagonale del fotogramma utilizzato dalla fotocamera. Per esempio, nelle riprese in formato Leica 24×36, significa usare focali ben al di sotto di 43 mm (< 36 mm); ovvero, un 35 mm può essere già considerato un leggero grandangolare, anche se più comunemente si intende da 28 a 21 mm, dove poi vengono aggiunti vari termini, quali "super grandangolari" (da 20 a 12 mm circa), o "grandangolari estremi" (da 12 a 6 mm circa), ecc.
I grandangolari mostrano, a parità di apertura relativa del diaframma, una maggior profondità di campo, rispetto agli obiettivi con focale più lunga (con maggior ingrandimento), e possono essere usati per alterare la «normale visione tridimensionale » esagerando la proporzione dei soggetti in primo piano, facendoli apparire molto più grandi di quelli in secondo piano, rispetto alla realtà osservata ad occhio nudo. Questa caratteristica aumenta proporzionalmente con la diminuzione della lunghezza focale dell'ottica e la distanza di ripresa. 
Un particolare effetto, che si cerca in genere di evitare con i grandangoli, sono le cosiddette linee cadenti accentuate, che compaiono nelle riprese architettoniche effettuate con la camera inclinata, in genere verso l'alto. Sono dette così, perché danno l'effetto che l'edificio cada all'indietro.
La focale corta permette, inoltre, di poter utilizzare tempi di esposizione relativamente lunghi, anche a mano libera, soprattutto con fotocamere senza specchio (tipo Leica e mirrorless varie). In genere, si indica un tempo limite pari al reciproco della lunghezza focale equivalente: ad esempio, con un 28 mm si può scattare in sicurezza con tempi fino ad 1/30 di secondo, ma anche meno con le mirrorless.
Siccome le fotocamere reflex hanno il ribaltamento dello specchio in fase di scatto, per permettere questo meccanismo, le ottiche grandangolari (ma anche quelle normali) devono essere costruite seguendo un particolare schema ottico che ne aumenta il tiraggio, detto retrofocus (o teleobiettivo invertito), che consente di avere obiettivi fisicamente più lunghi della lunghezza focale. Questo viene ottenuto anteponendo alle lenti principali di un'ottica a maggior lunghezza focale, una lente, o un gruppo ottico, divergente.

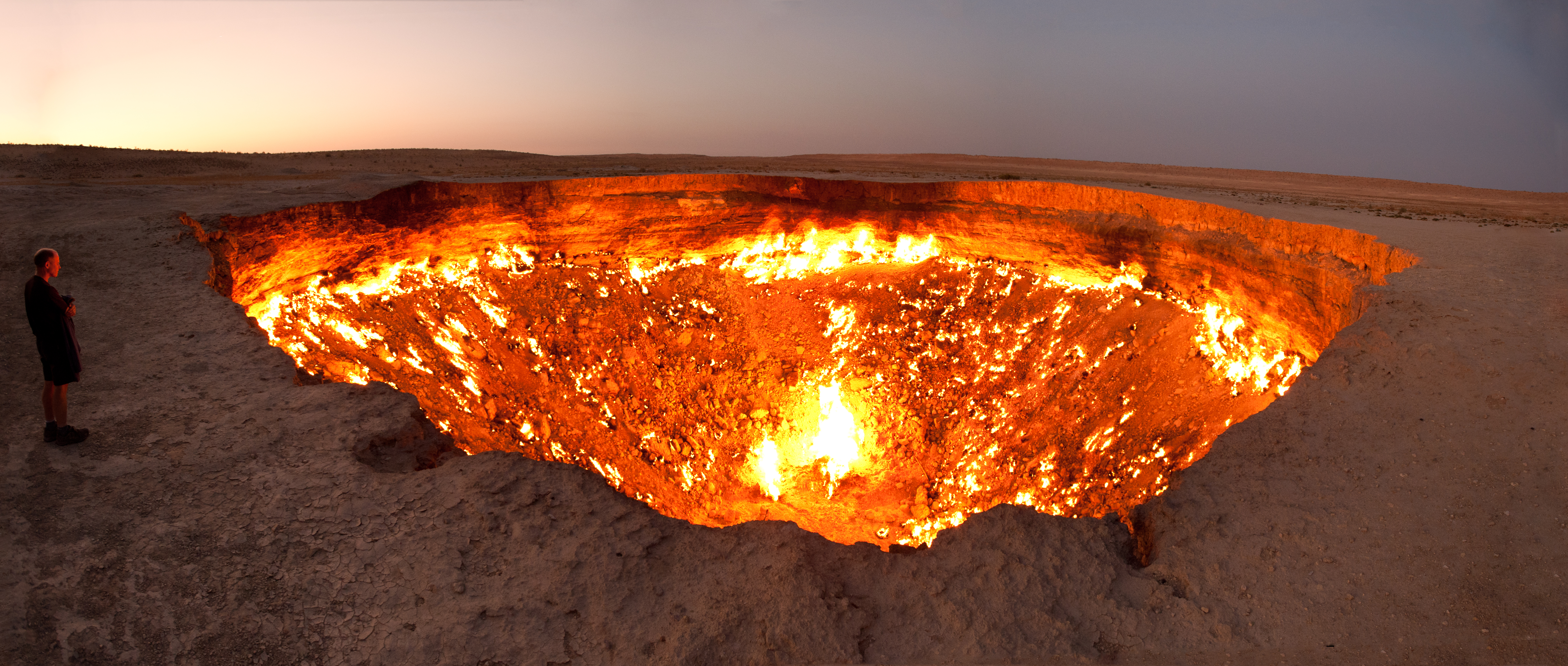
Fotografia grandangolare della porta dell'inferno (in Turkmenistan).

## Utilizzo
Per le sue caratteristiche, il grandangolo è impiegato soprattutto per la ripresa di grandi soggetti (ad esempio panorami o edifici) che non rientrerebbero nell'angolo di ripresa di ottiche dalla focale superiore. La particolare prospettiva grandangolare permette di ottenere effetti di vario genere a seconda del soggetto inquadrato. Nelle riprese di paesaggio e architettura viene esaltata la sensazione di spazio e di profondità. Nel reportage o nel ritratto ambientato, l'uso di un grandangolare dà all'osservatore l'effetto di essere in mezzo all'azione.
Il grandangolo viene sconsigliato nel ritratto perché la vicinanza al soggetto deforma il viso allungando il naso e gonfiando le gote. Qualche autore sfrutta invece le deformazioni dei grandangolari estremi per ottenere particolari effetti nel nudo artistico. Stanley Kubrick fece uso del grandangolo in Eyes Wide Shut (e in quasi tutti i suoi film), in questo però è presente una ricerca ossessiva delle riprese grandangolari; famosissima la scena di nudo di Nicole Kidman a inizio film resa ancora meglio dall'effetto grandangolo.
La minima distanza di messa a fuoco diminuisce col diminuire della focale dell'obiettivo e questo permette al grandangolare di essere molto versatile anche per quanto riguarda la ripresa di piccoli soggetti molto vicini all'ottica.

## Ricerche future
All'inizio del 2007 ricercatori dell'Homan University, in Corea del Sud hanno annunciato di aver realizzato un'ottica con ampiezza di campo di 151° ma con una ridotta deformazione prospettica. Il blocco ottico è formato da una prima lente semisferica che reindirizza la luce verso uno specchio a V che invia la luce verso una lente affusolata che a sua volta crea l'immagine finale. L'obiettivo è indirizzato verso applicazioni fisse dato che è un apparecchio delicato ma i ricercatori sono fiduciosi di poter rendere le lenti più compatte e resistenti per un utilizzo più generico.